# Казан (річка)
Казан (англ. Kazan River, ескімоська назва Harvaqtuuq) — річка на півночі Канади. Бере початок на півночі Саскачевану й тече у північному напрямку переважно по території Нунавуту. Річище річки Казан проходить через кілька озер, зокрема через Еннадай та Яткайд (англ. Yathkyed), і впадає в озеро Бейкер. Довжина річки 850 км.
В басейні річки серед тварин чисельно переважають карибу, тут водяться також вівцебики, росомахи, сапсани.
На річці Казан влаштовано Національне історичне місце «Осіння переправа оленів карибу» (англ. Fall Caribou Crossing National Historic Site), де щоосені через річку переправляються північні олені. Тут на них місцеві ескімоси влаштовують полювання.